# Eugénio de Oliveira Soares de Andrea
Eugénio de Oliveira Soares de Andrea OTE • OA • OSE (Lisboa, Encarnação, 11/16 de Junho de 1857 — Lisboa, 21 de Abril de 1901) foi um oficial da Marinha de Guerra Portuguesa que se distinguiu nas operações de ocupação dos territórios em torno do Lago Niassa, na então África Oriental Portuguesa, hoje Moçambique.

## Biografia
Filho de Tomás José de Sousa Soares de Andrea (1824), sobrinho paterno do Barão de Caçapava no Brasil, e de sua mulher Maria Luísa Virgínia de Sequeira e Oliveira e irmão mais velho de Álvaro de Oliveira Soares de Andrea.
Oficial da Marinha de Guerra Portuguesa, foi governador de Tete e do Zambeze e, como segundo-tenente, esteve na Guiné, comandando o vapor do mesmo nome. Na qualidade de Governador da Zambézia, cargo que exerceu desde 9 de Maio de 1895 até 28 de Fevereiro de 1896, prestou relevantes serviços deixando o seu nome ligado a medidas de carácter administrativo que mito contribuíram para o desenvolvimento daquela região. A 11 de Janeiro de 1899 foi, novamente, nomeado Governador daquela região, sendo exonerado a 15 de Setembro do mesmo ano.
Ali, tomou parte importantíssima na organização que foi combater as forças do Régulo Muçulmano Mataca III, de seu nome Ce Bwonomali Mkandu, filho de Ce Kundenda, que periodicamente desencadeavam razias sobre a vizinha possessão britânica da Niassalândia. Foi um acérrimo defensor do desenvolvimento das possessões ultramarinas portuguesas por meio de capitais e iniciativas exclusivamente nacionais.
Era agraciado com os graus de Oficial da Real Ordem Militar de São Bento de Avis, da Real Ordem Militar da Torre e Espada, como Capitão-Tenente da Armada e ex-Governador do Zambeze, por proposta do Ministério da Marinha e Ultramar, a 25 de Janeiro de 1900 (Diário do Governo, N.° 21 - 27 de Janeiro de 1900), e da Real Ordem Militar de Sant'Iago da Espada, e possuía os graus de Comendador da Ordem de Santo Estanislau da Rússia e da Ordem da Estrela Brilhante de Zanzibar de Zanzibar.
Casou com Júlia de Campos Ferreira de Lima (Lisboa, Santa Justa, 16 de Fevereiro de 1869 - ?), filha de José António Ferreira de Lima, 1.º Visconde de Ferreira de Lima, e de sua mulher Amélia Augusta de Campos Pereira, Judeus Sefarditas.
O seu irmão Álvaro de Oliveira Soares de Andrea, na dedicatória do seu livro O Systema decimal mundial e o Relogio decimal, Typografia e Papelaria Corrêa & Raposo, Lisboa, 1909, diz ter sido Capitão-Tenente.